# Тесовая (приток Вижая)
Тесовая — река в Горнозаводском городском округе Пермского края, приток Вижая, притока Вильвы. Впадает в Вижай справа в 38 км от устья. Длина реки 12 км. Истоки в урочище Кузнецовская Поляна, от истока течёт на юг по сильно пересечённому рельефу, петляя между возвышенностями. Несколько севернее, в урочище Горевская Поляна, истоки реки Горевая, текущей на север. Устье Тесовой примерно в 4,5 км западнее посёлка Пашия.

## Данные водного реестра
По данным государственного водного реестра России, река относится к Камскому бассейновому округу, речной бассейн — Кама, речной подбассейн реки — бассейны притоков Камы до впадения Белой, водохозяйственный участок реки — Чусовая от в/п пгт. Кын до устья. Код объекта в государственном водном реестре — 10010100712111100011900.